# Anyphaena cochise
Anyphaena cochise är en spindelart som beskrevs av Norman I. Platnick 1974. Anyphaena cochise ingår i släktet Anyphaena och familjen spökspindlar. Inga underarter finns listade i Catalogue of Life.